# Chasteunòu de Chabra
Chasteunòu de Chabra (en francès Châteauneuf-de-Chabre) és un antic municipi francès, situat al departament dels Alts Alps i a la regió de Provença – Alps – Costa Blava. Des del 1er de gener de 2016, es municipi delegat del municipi nou de Vau Buech Mèuja amb Antonavas i Ribiers, la capital.

## Demografia
| 1793                                       | 1962 | 1968 | 1975 | 1982 | 1990 | 1999 | 2006 | 2013 |
| ------------------------------------------ | ---- | ---- | ---- | ---- | ---- | ---- | ---- | ---- |
| 280                                        | 129  | 125  | 158  | 214  | 238  | 259  | 292  | 332  |
| Des de 1962: població sense dobles comptes |      |      |      |      |      |      |      |      |

## Administració
| Període               | Identitat      | Partit |
| --------------------- | -------------- | ------ |
| 2001-desembre de 2015 | Albert Moullet | UMP    |